# Демянский, Владимир Васильевич
Владимир Васильевич Демянский (10 (22) августа 1846, Санкт-Петербург — 26 октября (8 ноября) 1915, Петроград) — русский музыкант, пианист, педагог, методист, профессор Санкт-Петербургской консерватории.

## Биография
До 1869 года изучал право на юридическом факультете Петербургского университета. В 1878 г. получил второе высшее музыкальное образование, окончив Санкт-Петербургскую консерваторию, где специально изучал фортепианную игру под руководством Г. Г. Кросса.
По окончании консерватории оставлен был преподавателем по классу фортепиано в альма матер. В 1879—1909 годах преподавал в консерватории (с 1895 — профессор).
С 1881 г. одновременно — преподаватель в общедоступных классах педагогического музея.
Авторитетный педагог и методист, воспитал немало известных учеников (так, в 1882—1885 г. у него занимался С. В. Рахманинов. и С. М. Майкапар).
В 1899 г. был в числе учредителей Общества музыкальных педагогов в Санкт-Петербурге.
Автор работ по методике игры на фортепиано, в том числе брошюры «О первоначальном преподавании игры на фортепиано в семье» (1896), книги «Опыт методики игры на фортепиано» (1906).

## Источник
- Музыкальная энциклопедия, 1973—1982
- Демянский, Владимир Васильевич // Энциклопедический словарь Брокгауза и Ефрона : в 86 т. (82 т. и 4 доп.). — СПб., 1890—1907.